# Jají
La frazione di Jají (nome completo San Miguel de Jají)  è un'importante città turistica situata nel Municipio Campo Elías, Ejido, nello stato Mérida in Venezuela.
Il villaggio è composto di case in stile coloniale insieme a locande, un museo ed una chiesa anch'essa in stile coloniale, dedicata a San Michele Arcangelo.
La cittadina venne fondada nel 1580 da Bartolomé Gil Naranjo col nome di San Pedro de Jají, successivamente disabitata venne rifondata dal Capitano Garcia Varela sotto il nome di San Miguel de Jají, in onore all'Arcangelo Michele.
Ubicato a 34 chilometri della città di Mérida. Jají fu inaugurato nel 1971 dopo che incominciasse la sua ricostruzione nel 1968 riuscendo a riscattare le facciate, conservando le porte, finestre e grate originali che datano di più di 400 anni.

## Galleria d'immagini

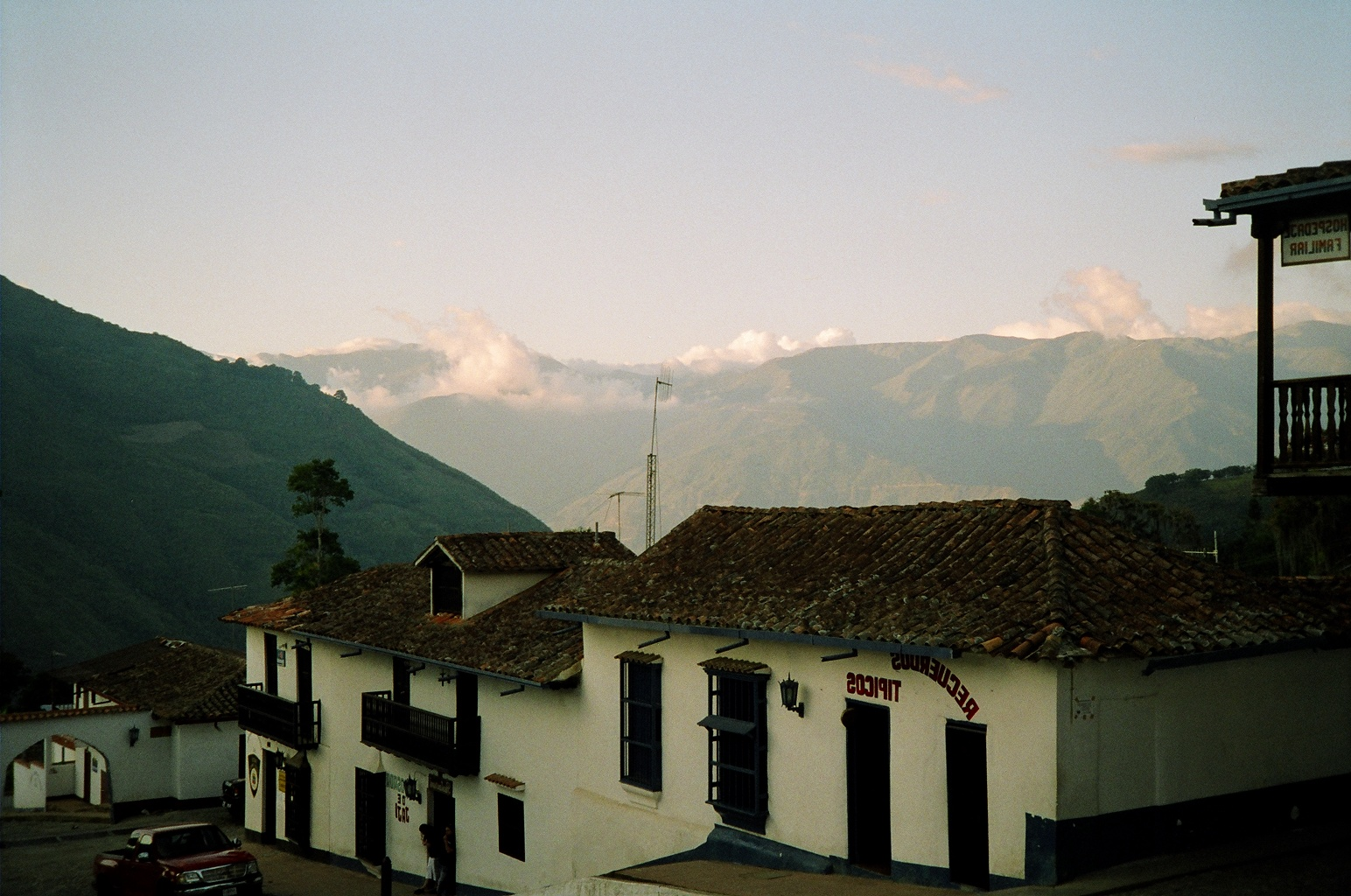
Jají, uno scorcio di Plaza Bolívar
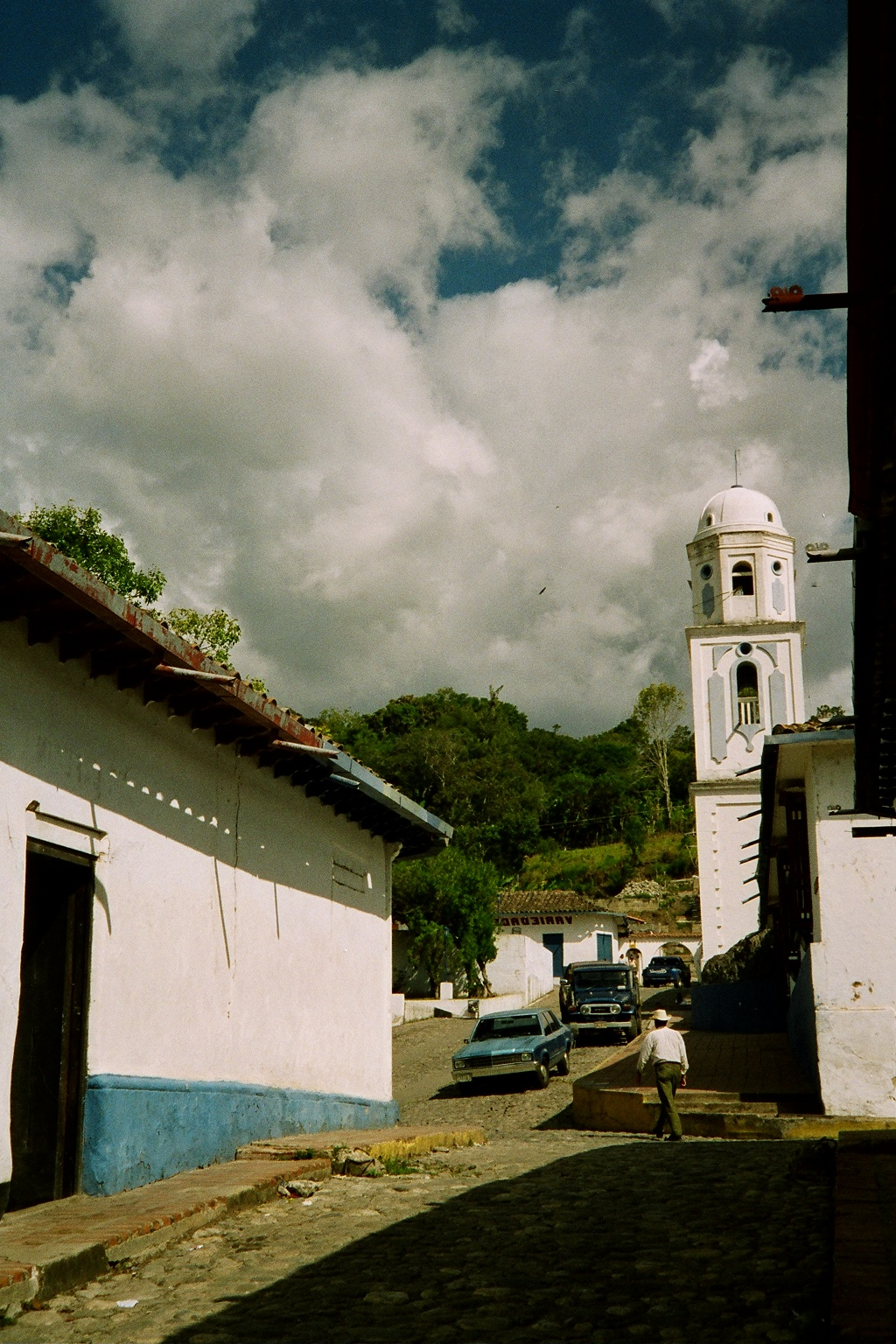
la Chiesa di Jají
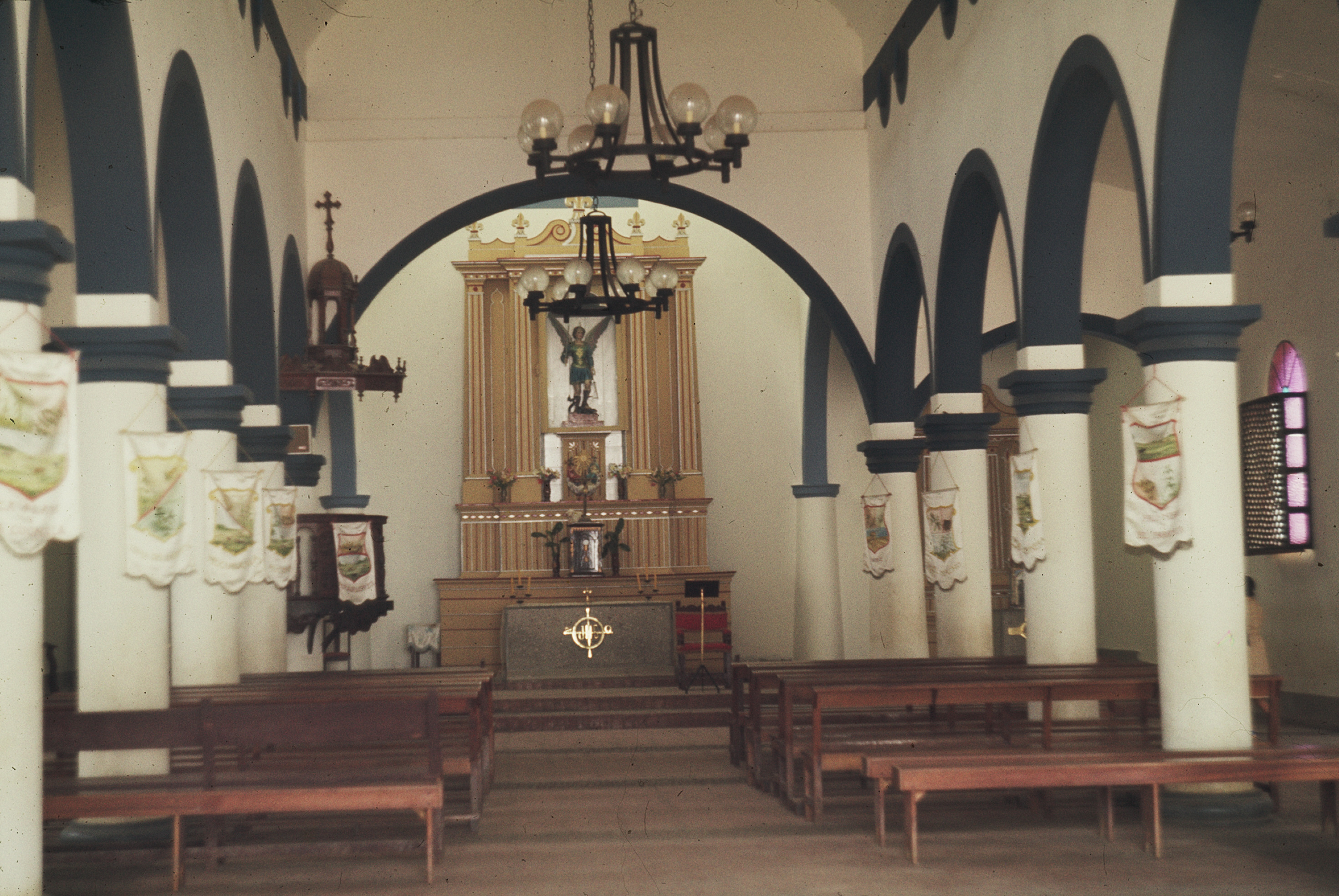
Interno della Chiesa di Jají